# Uma baleia pode ser dilacerada como uma escola de samba
Uma baleia pode ser dilacerada como uma escola de samba (internationaler Titel: A Whale Can Be Torn Apart Like a Samba School) ist ein brasilianischer Experimentalfilm von Marina Meliande und Felipe M. Bragança aus dem Jahr 2025. Er spielt im Umfeld einer Sambaschule des Karnevals in Rio de Janeiro.

## Inhalt
In Rio de Janeiro befindet sich die Sambaschule Unido de Guanabara in Auflösung. Im Probenraum liegen die Reste ihres Karnevalswagens verstreut und die Mitglieder besingen den Untergang: Ixmael hat keinen Job, aber verkauft Süßigkeiten, mit denen er behängt ist. João, genannt Dagger, liebt das Spiel und die Musik. Estrela wuchs als Kind in einer Sambaschule auf, wo sie vergewaltigt wurde und noch heute die inneren Narben trägt. Arrabi gehört die Schule und er singt vom Niedergang und der verpassten Chance am großen Karneval teilzunehmen. Seine Partnerin Brance äußert, dass eine Schule ohne den Karneval nicht existieren kann.
Danach räumt die Truppe ihre Requisiten auf einen Wagen, während die Bewohner vor dem Tor die Liebe zum Samba besingen. Bei der nächsten Station kauft Arrabi ein Huhn und Estrela tanzt den Samba.
Drei Jahre zuvor lernen sich Arrabi und Branca kennen, wobei Arrabi über seine Schule und den frühen Tod seines Bruders singt. Danach haben die beiden erregten Sex auf Trommeln.
Mit dem Lastwagen fährt die Truppe durch den menschenleeren Sambódromo, den sie zuvor im Karneval nie durchfahren haben. Dann trifft Arrabi seinen Vater, der eine kleine Kirche, genannt Cinema, betreut. Hier finden sich allerlei Karneval-Requisiten und überall sind symbolische Walfische, während im Fernsehen eine alte Verfilmung des biblischen Themas läuft.
Am letzten Halt verkauft Arrabi den Wal und seine Requisiten an Maria vom Cemiterio. Mit dem Geld zahlt er seine Mitarbeiter aus, die das Ende der Schule besingen. In einer traumwandlerischen Sequenz trifft Arrabi Branca in einem Boot auf dem See, wo sie ihm sagt, dass er der Wal und nicht der Kapitän ist. Zuletzt bricht Ixmael die vierte Wand und teilt dem Zuschauer mit, dass nur Menschen aus Rio de Janeiro diese Geschichte verstehen könnten.

## Produktion
Der Film enthält Referenzen auf den Roman Moby-Dick. So tragen die Protagonisten portugiesische Namensvarianten und ein Wal ist Kennzeichen der Sambaschule. Der Film feierte beim Filmfest München im Juli 2025 Premiere und wurde im Wettbewerb Cinerebels gezeigt.
Nach Angabe der Regisseure ist der Film eine Mischung aus Kino und visueller Kunst und seine Teile können auf mehreren Bildschirmen als Installation gezeigt werden.